# Megadytes glaucus
Megadytes glaucus är en skalbaggsart som först beskrevs av Gaspard Auguste Brullé 1837.  Megadytes glaucus ingår i släktet Megadytes och familjen dykare. Inga underarter finns listade i Catalogue of Life.